# Liste der Staatsoberhäupter 354
Übersicht
◄◄ | ◄ | 350 | 351 | 352 | 353 | Liste der Staatsoberhäupter 354 | 355 | 356 | 357 | 358 | ► | ►►

Weitere Ereignisse

## Afrika
- Aksumitisches Reich
  - König: Ezana (ca. 345–ca. 355)

- Römisches Reich
  - Provincia Romana Aegyptus
    - Präfekt: Sebastianus (353–354)

## Amerika
- Maya
  - Tikal
    - König: K’inich Muwaan Jol I. (ca. 317–359)

## Asien
- Armenien
  - König: Archak II. (350–367)

- China
  - Kaiser: Jin Mudi (344–361)
  - Sechzehn Reiche:
    - Frühere Liang: Zhang Zhonghua (346–354)
    - Frühere Liang: Zhang Yaoling (354)
    - Frühere Liang: Zhang Zuo (354–355)
    - Frühere Yan: Murong Jun (348–360)
    - Frühere Qin: Fu Hong (350–357)

- Iberien (Kartlien)
  - König: Mirian III. (284–361)

- Indien
  - Gupta-Reich
    - König: Samudragupta (335–375)

  - Kadamba
    - König: Mayuras Varman (ca. 345–ca.355)

  - Pallava
    - König: Visnugopa (350–355)

  - Vakataka
    - König: Rudrasena I. (344–355)

- Japan
  - Kaiser: Nintoku (313–399)

- Korea
  - Baekje
    - König: Geunchogo (346–375)

  - Gaya
    - König: Isipum (346–407)

  - Goguryeo
    - König: Goguk-won (331–371)

  - Silla
    - König: Heulhae (310–356)

- Sassanidenreich
  - Schah (Großkönig): Schapur II. (309–379)

## Europa
- Römisches Reich
  - Kaiser: Constantius II. (337–361)
    - Konsul: Constantius II. (354)
    - Konsul: Constantius Gallus (354)